# Harkanovci
Harkanovci – wieś w Chorwacji, w żupanii osijecko-barańskiej, w mieście Valpovo. W 2011 roku liczyła 506 mieszkańców.